# Neris Germanas
Neris Germanas (ur. 7 grudnia 1946 w Szawlach) – litewski inżynier, polityk, dyplomata, poseł na Sejm (1992–1996), ambasador w Finlandii (1998–2001), sekretarz Ministerstwa Spraw Zagranicznych (2001–2003), ambasador przy Radzie Europy (2003–2008), wiceminister spraw zagranicznych (od 2012).

## Życiorys
W 1970 ukończył studia na Wydziale Radioelektronicznym Leningradzkiego Instytutu Politechnicznego, uzyskał tytuł inżyniera-fizyka.
Po odbyciu służby wojskowej w armii radzieckiej w 1972 rozpoczął pracę w Litewskim Instytucie Informacji Naukowo-Technicznej i Analiz Techniczno-Ekonomicznych. Pracował na stanowiskach młodszego pracownika naukowego i kierownika wydziału laboratoryjnego. Od 1978 był etatowym pracownikiem Komitetu Centralnego Komunistycznej Partii Litwy, był inspektorem, a następnie zastępcą kierownika Wydziału Nauki i Edukacji KC KPL. W latach 1988–1989 był asystentem I sekretarza KC KPL Algirdasa Brazauskasa.
Uczestniczył w reorganizacji KPL w partię niezależną od KPZR, a następnie w tworzeniu Litewskiej Demokratycznej Partii Pracy. Był członkiem jej prezydium. W 1992 został wybrany do Sejmu. W latach 1993–1996 pełnił funkcję Kanclerza Sejmu. W 1996 został doradcą prezydenta Algirdasa Brazauskasa ds. polityki zagranicznej.
Od 1998 do 2001 pełnił funkcję Ambasadora Republiki Litewskiej w Finlandii. Po powrocie do kraju objął funkcję sekretarza Ministerstwa Spraw Zagranicznych, którą pełnił do 2003. W latach 2003–2008 zajmował stanowisko Ambasadora Litwy przy Radzie Europy. Od 2008 do 2010 kierował sekretariatem litewskiej prezydencji Rady Państw Morza Bałtyckiego. W latach 2010–2011 był dyrektorem Departamentu Spraw Europejskich MSZ, a następnie ambasadorem do specjalnych poruczeń.
14 grudnia 2012 objął stanowisko wiceministra spraw zagranicznych.

## Odznaczenia
- Krzyż Komandorski Orderu Zasługi Rzeczypospolitej Polskiej[2]
- Krzyż Komandorski Orderu „Za Zasługi dla Litwy”[3]